# Geoffroy Boterel
Geoffroy Boterel, también Geoffroi Botterel de Penthièvre y Godofredo I Boterel (c. 1050-24 de agosto de 1096) fue un noble bretón, hijo primogénito de Eudes de Penthièvre, regente de Bretaña, y de Agnès de Cornualles, hija de Alain Canhiart, conde de Cornualles, Nantes y Penthièvre de 1079 a 1093. Al igual que su padre Eudes de Penthièvre] († 1079), en cuyo nombre luchó antes de sucederle, Geoffroy Boterel estuvo en conflicto permanente con Hoel II de Bretaña, que se convirtió en duque de Bretaña en 1066, y su hijo Alain Fergent, quien se anexó el condado de Rennes en 1084.
Godofredo I Boterel, conde de Penthièvre, ambicionaba extender sus dominios más allá del río Rance y tomar el control del noreste de Bretaña, es decir, la región de Dinan y Dol-de-Bretagne, ocupada por dos linajes cadetes descendientes de los vizcondes de Aleth: los señores de Dinan y los señores de Combourg. En la década de 1080, con la complicidad de su aliado, el vizconde Alano IV de Bretaña, cuyos dominios se extendían por el margen izquierdo del río, logró apoderarse de la ciudad arzobispal de Dol-de-Bretagne. Tras la muerte de Hamon III († c. 1084), tuvo que retirarse. En 1086, el matrimonio entre el duque Alano IV de Bretaña y Constanza de Normandía, hija de Guillermo el Conquistador, le hizo perder, a principios de 1087, a su último aliado en la lucha contra sus rivales, los duques de Bretaña. Intentó de nuevo ocupar Dol-de-Bretagne entre el 14 de julio y el 8 de diciembre de 1086, pero tuvo que retirarse de nuevo.
Fue en esta época, en 1087, cuando Juan I de Dol, antiguo señor de Combourg, quien, viudo, se había convertido en monje entre 1079 y 1083, y fue elegido arzobispo. Para obtener su consagración episcopal, decidió emprender un viaje a Roma, donde falleció el 10 de octubre de 1092. Geoffroy I Boterel intentó un último intento por reocupar la región de Dol, pero murió en el campo de batalla el 24 de agosto de 1093. Su hermano, Esteban I de Penthièvre, lo sucedió.

## Herencia
Se casó con Lesceline de Ramsey (c. 1040-?). Fruto de esa relación nació Conan de Penthièvre, quien participó en la Primera Cruzada. Murió en Antioquía el 9 de febrero de 1098.